# 南砺市立城端小学校
南砺市立城端小学校（なんとしりつ じょうはなしょうがっこう）は富山県南砺市にある公立小学校。

## 沿革
- 1873年 - 設立[2]。
- 1966年3月 - 校舎（中空スラブ構造鉄筋コンクリート3階建て）および体育館（八角形屋根の新工法）が完工。4月1日開校式[3]。
- 1968年1月25日 - 校内に神明スキー場完成[4]。
- 1978年5月1日 - 加越能バスの路線廃止に伴い、スクールバスの運行を開始する[5]。
- 2003年6月 - 校舎改築工事に着手[6]。
- 2006年1月 - 普通教室棟が完成し、児童が新校舎へ移転[6]。
- 2007年
  - 年度内 - 児童の遊び場など屋外環境の整備と体育館の耐震補強工事を実施[6]。
  - 10月8日 - 改築工事終了に伴い、竣工式を挙行[6]。

## 校舎概要
鉄筋コンクリート造り3階建て。校舎内には木材を多く使用し、城端の風情ある町並みに合わせ、外観や内装に格子戸風のデザインが採用されている。また、オール電化となっている。

## 通学区域
合併前の城端町の区域

## 進学先
- 南砺市立城端中学校

## 著名な出身者
- 神本千佳（元女子バレーボール選手）
- 池田航（俳優）